# Niels Ehrenreich
Niels Ehrenreich (født 2. december 1920 i København, død 23. november 2002) var en dansk jurist.
Ehrenreich var den første danske forbrugerombudsmand. Han fungerede i embedet fra 1975 til 1980.
Efter hvervet som forbrugerombudsmand blev han dommer ved Retten i Gentofte i to år, indtil han flyttede til Retten i Brædstrup, hvor han var dommer indtil sin pensionering i 1989.
Niels Ehrenreich var formand for Det Danske Bibelselskab i perioden 1981-1993.